# Eleccions a Corts d'Aragó de 1995
Les Eleccions a les Corts d'Aragó es van celebrar el 28 de maig de 1995. Van ser les quartes eleccions democràtiques autómicas des del restabliment de la democrácia. El vencedor va ser el popular Santiago Lanzuela, cosa que li va permetre a través d'un pacte amb el PAR (3a força més votada) ser triat com a president d'Aragó. Els altres partits que van obtenir representació parlamentària foren: Partit Socialista Obrer Espanyol d'Aragó, Partido Aragonés, Chunta Aragonesista i Esquerra Unida d'Aragó.

## Dades generals
- Cens electoral: 983.925 (sobre una població de).
- Taules:
- Abstenció: 279.770(28,43%%)
- Votants: 704.155 (71,57%) 
  - Vàlids: 699.959 
    - Candidatures: 688.877
    - En blanc: 11.082

  - Nuls: 4.196

## Circumscripcions electorals
Les circumscripcions electorals corresponen a cadascuna de les tres províncies: 
- Osca - 18 parlamentaris.
- Terol - 16 parlamentaris.
- Saragossa - 33 parlamentaris.

## Candidatures
- Per la província d'Osca: 
  - Partit Popular d'Aragó (PP)
  - Els Verds-SOS Naturalesa (LV-SOS)
- Partido Aragonés (PA) 
  - Partit Socialista Obrer Espanyol d'Aragó (PSOE)
  - Esquerra Unida d'Aragó (IU)
  - Chunta Aragonesista (CHA)
  - PEU
  - UA
  - Falange Española de la JONS (FE-JONS)

## Resultats

### Grups amb representació parlamentària
- Partit Popular d'Aragó - 27 escons (263.524 vots).
- Partit Socialista Obrer Espanyol d'Aragó - 19 escons (179.331 vots).
- Partido Aragonés - 14 escons (143.272 vots).
- Esquerra Unida d'Aragó - 5 escó (64.367 vots).
- Chunta Aragonesista - 2 escons (34.043 vots).

### Grups sense representació parlamentària
- PIE: 2.343 votos
- UA: 1.292 votos
- Los Verdes-SOS Naturaleza: 896 votos.
- Falange Española de la JONS: 434 votos